# Blue Network
Blue Network (anteriormente la Blue Network de la NBC) era el nombre en el aire de la red de radio estadounidense, actualmente desaparecida, que funcionó desde 1927 hasta 1945. Comenzando como una red de radio propiedad de la National Broadcasting Company (NBC), la Red azul independiente nació de una venta en 1942, como resultado de un litigio de antimonopolio, y es el antecesor directo de la American Broadcasting Company (ABC), organizada de 1943 a 1945 como una nueva red de radio independiente separada y luego más tarde en una emisora de televisión.

## Historia
Data desde el año 1923, cuando la Radio Corporation of America (RCA) adquirió la WJZ de Newark de Westinghouse, que había establecido la estación en 1921. Luego la WJZ se mudó a la ciudad de Nueva York en mayo de ese año. Cuando la RCA comenzó las operaciones de WRC en Washington D. C., el 1 de agosto de 1923, nació la raíz de una nueva red de radiodifusión, aunque no operó bajo el nombre con el que posteriormente se lo conocería. La historiadora de radio Elizabeth McLeod afirma que no sería hasta 1924 que el Grupo de Radio formalmente inició las operaciones de la red.
Las estaciones centrales del "Grupo de Radio" fueron las estaciones WJZ y WRC de RCA; la estación Westinghouse WBZ, luego en Springfield, Massachusetts; y WGY, la estación de General Electric, en Schenectady en Nueva York.
El principal rival de RCA antes de 1926 era el departamento de transmisión de radio de la American Telephone & Telegraph Company. AT&T, luego a partir de 1921, había estado utilizando este departamento como banco de pruebas para equipos diseñados y fabricados por su filial de Western Electric.
Las estaciones de RCA operaban en una desventaja significativa para su cadena rival. AT&T utilizó sus propias líneas de transmisión de alta calidad y se negó a arrendarlas a entidades competidoras, lo que obligó a RCA a usar las líneas de telégrafo de Western Union, que no estaban tan calibradas para una transmisión de voz como las líneas de AT&T.
Sin embargo, la red WJZ buscó competir cara a cara con la red AT&T, que se construyó alrededor de una estación de Nueva York diferente, WEAF (hoy WFAN). 
Por ejemplo, ambas estaciones enviaron equipos de anunciantes para cubrir la Convención Nacional Demócrata de 1924, que se celebró en el Madison Square Garden en Nueva York.
El material promocional producido en 1943 reclamó ciertos "primeros pasos" en la transmisión de WJZ, como el primer programa educativo de música en abril de 1922, las primeras transmisiones de la Serie Mundial en 1922 y la primera transmisión de ópera completa, The Flying Dutchman, desde la casa de la Ópera de Manhattan.
Una de las principales prioridades, era formar una nueva identidad propia, una que marcaría una ruptura con el pasado. En diciembre de 1945, la FCC aprobó la transferencia de las licencias de transmisión de The Blue Network, Inc. a American Broadcasting Company (ABC). 
A partir del 22 de enero de 1945, los anuncios de apertura y cierre de la red cambiaron a "La Red Azul de la American Broadcasting Company". A partir del 18 de febrero, se instituyó la misma redacción como el resultado de la red para los cortes de estación.
El 15 de junio de 1945, la Red Azul cambió formalmente su nombre a American Broadcasting Company. No estaban solos en el deseo de este acrónimo pegadizo. Dos reclamantes anteriores fueron comprados antes de junio de 1945 y en negociaciones con la Associated Broadcasting Corp. en diciembre de 1945, adquirió los derechos del nombre "ABC" de parte de un tercero. Desde junio de 1945 en adelante, la entidad ha sido conocida en general como la American Broadcasting Company, y se debe hacer referencia a esa entrada para su historia posterior.